# Olympische Sommerspiele 1980/Leichtathletik – 400 m (Frauen)

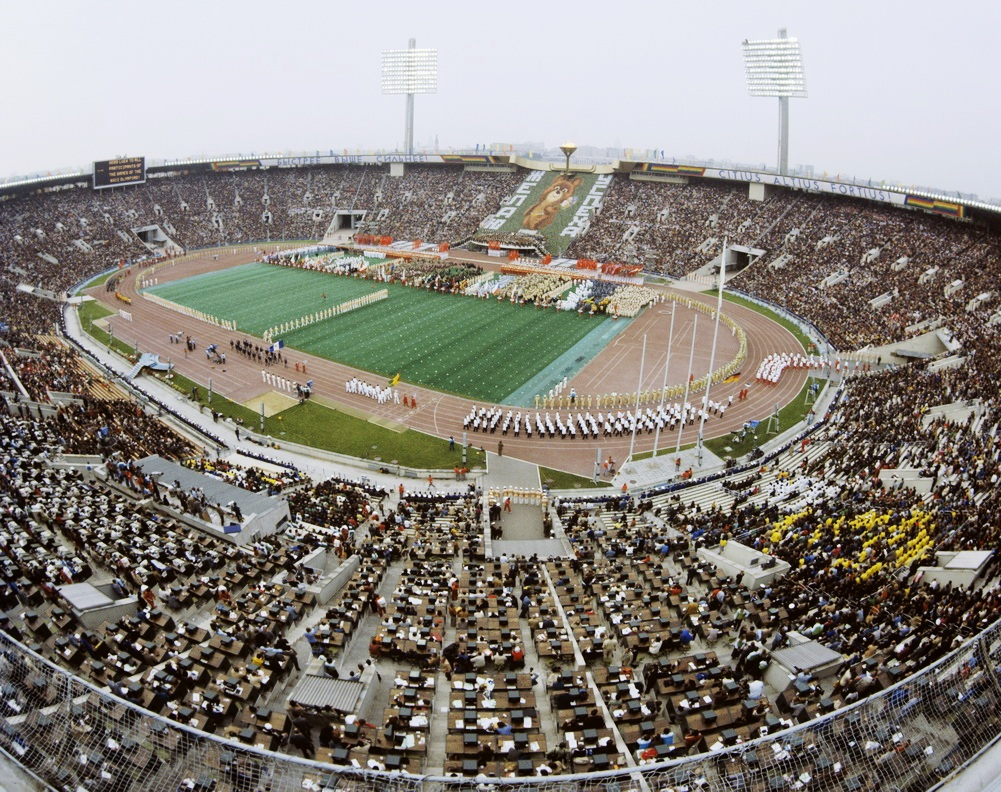
Das Luschniki-Stadion während der Eröffnungsfeier dieser Spiele

Der 400-Meter-Lauf der Frauen bei den Olympischen Spielen 1980 in Moskau wurde am 25., 27. und 28. Juli 1980 im Olympiastadion Luschniki ausgetragen. 39 Athletinnen nahmen teil.
Olympiasiegerin wurde Marita Koch aus der DDR. Sie gewann vor der Tschechoslowakin Jarmila Kratochvilová und Christina Lathan, frühere Christina Brehmer, aus der DDR.
Neben den Medaillengewinnerinnen startete auch Gabriele Löwe für die DDR. Auch sie erreichte das Finale und wurde dort Sechste.

Die Österreicherin Karoline Käfer scheiterte in der Vorrunde.

Läuferinnen aus der Schweiz und Liechtenstein nahmen nicht teil. Athletinnen aus der Bundesrepublik Deutschland waren wegen des Olympiaboykotts ebenfalls nicht dabei.

## Rekorde

### Bestehende Rekorde
| Weltrekord         | 48,60 s | Marita Koch ( DDR)       | Turin, Italien             | 4. August 1979 |
| Olympischer Rekord | 49,29 s | Irena Szewińska ( Polen) | Finale OS Montreal, Kanada | 29. Juli 1976  |

### Rekordverbesserung
Die Olympiasiegerin Marita Koch aus der DDR verbesserte den bestehenden olympischen Rekord im Finale am 28. Juli um 41 Hundertstelsekunden auf 48,88 s und blieb damit als erste Läuferin bei Olympischen Spielen unter 49 Sekunden. Ihren eigenen Weltrekord verfehlte sie um 28 Hundertstelsekunden.

## Durchführung des Wettbewerbs
Die Athletinnen traten am 25. Juli zu fünf Vorläufen an. Die jeweils drei Laufbesten – hellblau unterlegt – sowie die nachfolgend Zeitschnellste – hellgrün unterlegt – kamen ins Halbfinale am 27. Juli. Hier qualifizierten sich die vier Laufbesten – wiederum hellblau unterlegt – für das Finale, das am 28. Juli stattfand.

## Zeitplan
25. Juli, 19:45 Uhr: Vorläufe

27. Juli, 19:15 Uhr: Halbfinale

28. Juli, 20.20 Uhr: Finale
Anmerkungen:
- Alle Zeiten sind in Ortszeit Moskau (UTC+3) angegeben.
- Auf der Zeittafel des offiziellen Berichts wird fälschlicherweise ein zusätzlicher Lauf am 24. Juli um 12.50 Uhr angegeben.[2] Zudem wird das Halbfinale für den 26. Juli angezeigt, was so ebenfalls nicht korrekt ist. Sowohl in der Datenbank SportsReference[3] als auch in der Ergebnisliste des offiziellen Berichts[4] ist dieser zusätzliche Lauf nicht aufgelistet, außerdem wird für das Halbfinale mit dem 27. Juli übereinstimmend der korrekte Termin angegeben.

## Vorrunde
Datum: 25. Juli 1980, ab 19:45 Uhr

### Vorlauf 1
| Platz | Name                  | Nation         | Zeit        |
| ----- | --------------------- | -------------- | ----------- |
| 1     | Christina Lathan      | DDR            | 51,33 s     |
| 2     | Ilona Pál             | Ungarn         | 51,99 s     |
| 3     | Michelle Probert      | Großbritannien | 52,16 s     |
| 4     | Swobodka Damjanowa    | Bulgarien      | 52,23 s     |
| 5     | Niculina Lazarciuc    | Rumänien       | 52,52 s     |
| 6     | Ann-Louise Skoglund   | Schweden       | 52,78 s     |
| 7     | Kehinde Vaughan       | Nigeria        | 53,54 s     |
| 8     | Eugenia Osho-Williams | Sierra Leone   | 1:00,44 min |

### Vorlauf 2
| Platz | Name              | Nation         | Zeit        |
| ----- | ----------------- | -------------- | ----------- |
| 1     | Nina Sjuskowa     | Sowjetunion    | 51,42 s     |
| 2     | Linsey Macdonald  | Großbritannien | 52,57 s     |
| 3     | Rossiza Stamenowa | Bulgarien      | 52,71 s     |
| 4     | Maria Samungi     | Rumänien       | 52,89 s     |
| 5     | Sophie Malbranque | Frankreich     | 53,46 s     |
| 6     | Hala El-Moughrabi | Syrien         | 59,33 s     |
| 7     | Xiomara Larios    | Nicaragua      | 1:01,50 min |
| DNS   | Rita Battiglieri  | Italien        |             |

### Vorlauf 3

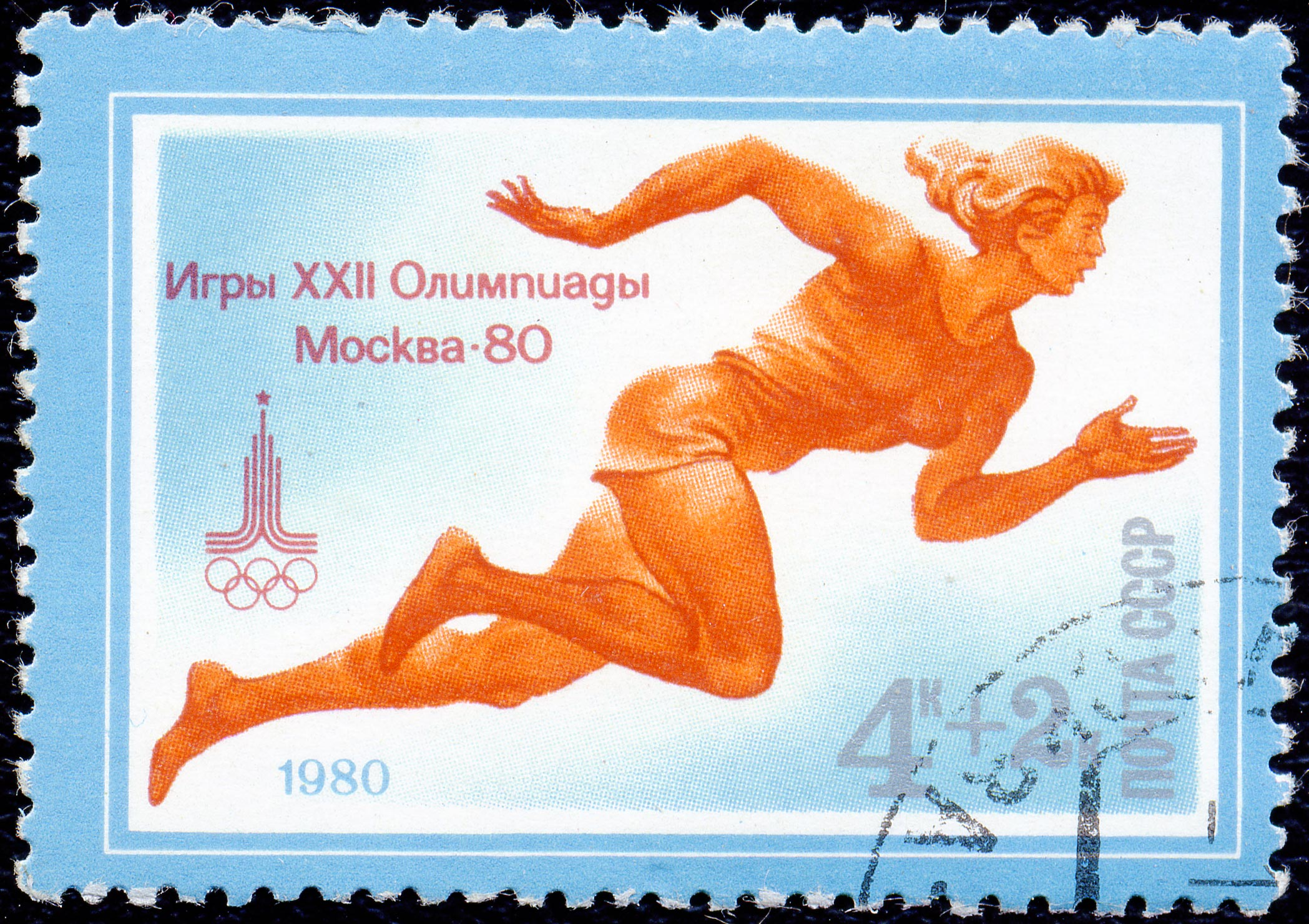
Sprint der Frauen,
dargestellt auf einer Briefmarke

| Platz | Name            | Nation      | Zeit    |
| ----- | --------------- | ----------- | ------- |
| 1     | Irina Nasarowa  | Sowjetunion | 51,66 s |
| 2     | Pirjo Häggman   | Finnland    | 52,56 s |
| 3     | Irena Szewińska | Polen       | 52,57 s |
| 4     | Karoline Käfer  | Österreich  | 52,82 s |
| 5     | Erica Rossi     | Italien     | 52,98 s |
| 6     | Judit Forgács   | Ungarn      | 53,06 s |
| 7     | Marième Boye    | Senegal     | 55,16 s |

### Vorlauf 4
| Platz | Name               | Nation         | Zeit        |
| ----- | ------------------ | -------------- | ----------- |
| 1     | Joslyn Hoyte-Smith | Großbritannien | 52,24 s     |
| 2     | Gabriele Löwe      | DDR            | 52,43 s     |
| 3     | Grażyna Oliszewska | Polen          | 52,62 s     |
| 4     | Mary Akinyemi      | Nigeria        | 52,64 s     |
| 5     | Elena Tărîţă       | Rumänien       | 52,96 s     |
| 6     | Malena Andonowa    | Bulgarien      | 53,30 s     |
| 7     | Anne Michel        | Belgien        | 54,22 s     |
| 8     | Acacia Mate        | Mosambik       | 1:00,90 min |

### Vorlauf 5
| Platz | Name                  | Nation           | Zeit        |
| ----- | --------------------- | ---------------- | ----------- |
| 1     | Jarmila Kratochvilová | Tschechoslowakei | 51,04 s     |
| 2     | Marita Koch           | DDR              | 51,06 s     |
| 3     | Ljudmila Tschernowa   | Sowjetunion      | 51,51 s     |
| 4     | Małgorzata Dunecka    | Polen            | 51,81 s     |
| 5     | Rosine Wallez         | Belgien          | 52,00 s     |
| 6     | Gloria Ayanlaja       | Nigeria          | 53,55 s     |
| 7     | Ruth Williams-Simpson | Jamaika          | 55,59 s     |
| 8     | Trần Thị Ngọc Anh     | Vietnam          | 1:00,62 min |

## Halbfinale
Datum: 27. Juli 1980, ab 19:15 Uhr

### Lauf 1
| Platz | Name                | Nation         | Zeit    |
| ----- | ------------------- | -------------- | ------- |
| 1     | Marita Koch         | DDR            | 50,57 s |
| 2     | Gabriele Löwe       | DDR            | 50,85 s |
| 3     | Pirjo Häggman       | Finnland       | 51,02 s |
| 4     | Nina Sjuskowa       | Sowjetunion    | 51,12 s |
| 5     | Ljudmila Tschernowa | Sowjetunion    | 51,30 s |
| 6     | Joslyn Hoyte-Smith  | Großbritannien | 51,47 s |
| 7     | Małgorzata Dunecka  | Polen          | 51,93 s |
| 8     | Rossiza Stamenowa   | Bulgarien      | 52,96 s |

### Lauf 2

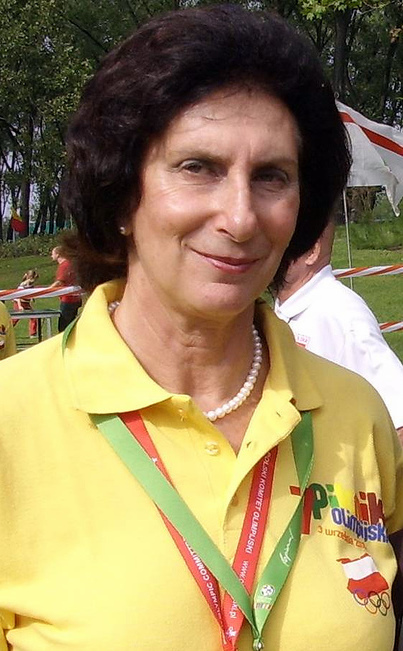
Die dreifache Olympiasiegerin Irena Szewińska – unter anderem 1976 über 400 Meter – schied hier als Achte des zweiten Halfbifinals aus

| Platz | Name                  | Nation           | Zeit    |
| ----- | --------------------- | ---------------- | ------- |
| 1     | Christina Lathan      | DDR              | 50,16 s |
| 2     | Irina Nasarowa        | Sowjetunion      | 50,18 s |
| 3     | Jarmila Kratochvilová | Tschechoslowakei | 50,79 s |
| 4     | Linsey Macdonald      | Großbritannien   | 51,60 s |
| 5     | Michelle Probert      | Großbritannien   | 51,89 s |
| 6     | Ilona Pál             | Ungarn           | 51,99 s |
| 7     | Grażyna Oliszewska    | Polen            | 52,36 s |
| 8     | Irena Szewińska       | Polen            | 53,13 s |

## Finale

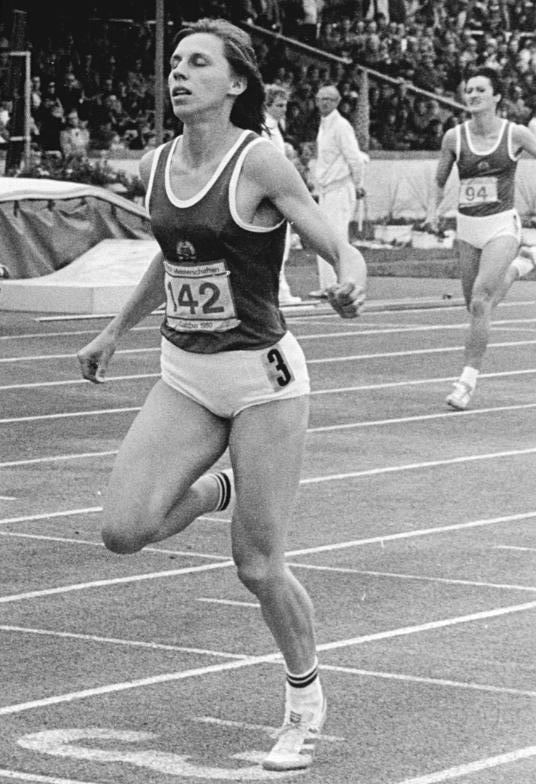
Favoritensieg für die Weltrekordinhaberin Marita Koch

Datum: 28. Juli 1980, 20:20 Uhr
| Platz | Name                  | Nation           | Zeit    | Anmerkung |
| ----- | --------------------- | ---------------- | ------- | --------- |
| 1     | Marita Koch           | DDR              | 48,88 s | OR        |
| 2     | Jarmila Kratochvílová | Tschechoslowakei | 49,46 s |           |
| 3     | Christina Lathan      | DDR              | 49,66 s |           |
| 4     | Irina Nasarowa        | Sowjetunion      | 50,07 s |           |
| 5     | Nina Sjuskowa         | Sowjetunion      | 50,17 s |           |
| 6     | Gabriele Löwe         | DDR              | 51,33 s |           |
| 7     | Pirjo Häggman         | Finnland         | 51,35 s |           |
| 8     | Linsey Macdonald      | Großbritannien   | 52,40 s |           |

Wegen des Olympiaboykotts waren unter anderem die US-Amerikanerinnen nicht dabei. Allerdings wurden sie auch nicht zu den Medaillenkandidatinnen gezählt. Dies waren die Läuferinnen aus der Sowjetunion und der DDR. Eindeutige Favoritin war dabei Marita Koch, die Weltrekordhalterin und Europameisterin von 1978. Die Olympiasiegerin von 1976, die Polin Irena Szewińska, war bei ihrer fünften Olympiateilnahme im Halbfinale ausgeschieden.
Im Finalrennen legte Koch vom Start weg ein hohes Tempo vor. Auch die Tschechoslowakin Jarmila Kratochvílová war auf den ersten dreihundert Metern sehr schnell und lag zu Beginn der Zielgeraden nicht weit zurück an zweiter Stelle. Hinter ihr folgten fast gleichauf Irina Nasarowa, UdSSR, und Christina Lathan, die unter ihrem Namen Christina Brehmer 1978 Vizeeuropameisterin geworden war. Auf den letzten hundert Metern spielte Marita Koch ihre Stärke voll aus, vergrößerte den Abstand zu ihren Gegnerinnen und wurde Olympiasiegerin. Dabei verbesserte sie den olympischen Rekord erstmals auf einen Wert unter 49 Sekunden. Jarmila Kratochvílová musste am Schluss hart um die Silbermedaille kämpfen, hielt aber ihren Platz gegen die stark aufkommende Christina Lathan, für die es zu Bronze reichte. Irina Nasarowa und ihre Landsfrau Nina Sjuskowa belegten die nächsten Ränge. Zum ersten Mal wurde ein Rennen beendet, in dem die ersten drei Frauen unter 50 Sekunden blieben.
Jarmila Kratochvilová gewann die erste tschechoslowakische Medaille in dieser Disziplin.

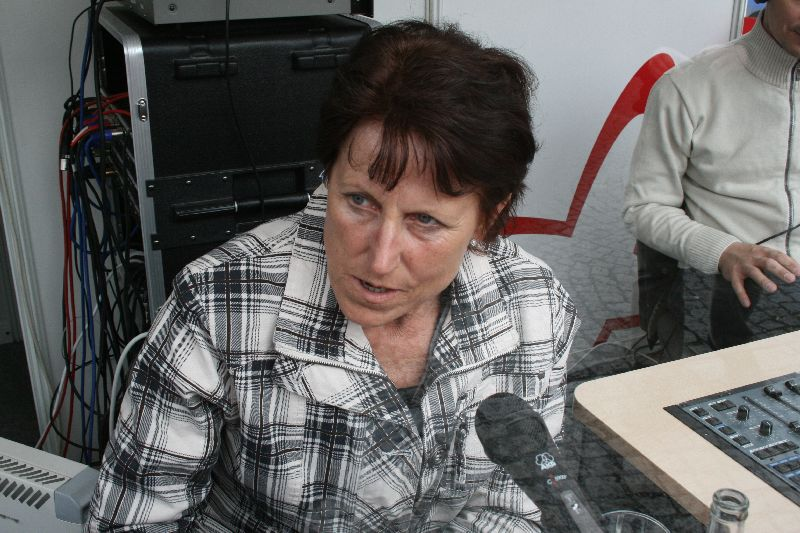
Jarmila Kratochvílová (hier im Jahr 2010) gewann die Silbermedaille
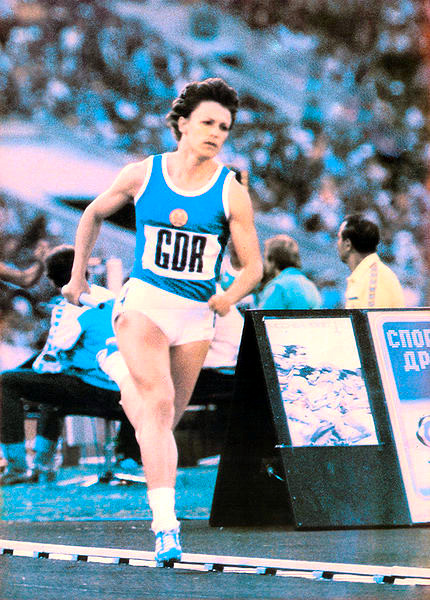
Bronzemedaillengewinnerin Christina Lathan, frühere Christina Brehmer

## Videolinks
- 1980 Olympics Women's 400m Final, youtube.com, abgerufen am 2. November 2021
- 1980 Olympics Women's 400 Semis, youtube.com, abgerufen am 2. November 2021
- 1980 Moscow Olympic Games Athletics, Bereich 15:45 min bis 17:05 min, veröffentlicht am 21. Juni 2015 auf youtube.com, abgerufen am 1. Januar 2018